# Bracca divisa
Bracca divisa är en fjärilsart som beskrevs av Walker 1862. Bracca divisa ingår i släktet Bracca och familjen mätare. Inga underarter finns listade i Catalogue of Life.